# رشاش جي إس إتش جي-7.62
جلاجوليف-شيبونوف-جريازيف جي إس إتش جي-7.62 ( (بالروسية: Глаголев-Шипунов-Грязев ГШГ-7,62)‏ ) هو مدفع رشاش دوار بأربعة براميل مصمم من قبل الاتحاد السوفيتي سابقا، يشبه الأسلحة النارية بشكل كبير مثل M134 Minigun . وهو سلاح هجين يستخدم كل من الغاز الدافع ومحرك كهربائي لتدوير البراميل، وهو ما يتناقض مع معظم الأسلحة الدوارة الأخرى (التي غالبًا ما يتم تشغيلها حصريًا من خلال المحرك الكهربائي). تم تطويره في الفترة مابين 1968 و 1970 لطائرات الهليكوبتر Mi-24 مع المدفع الرشاش YakB 12.7 ملم،  ويُستخدم حاليًا في حاويات مدفع GUV-8700 ، والحوامل المرنة على طائرات Kamov Ka-29 . 

## روابط خارجية
- الصفحة المؤرشفة لـ GShG على موقع الشركة المصنعة - لم تعد مدرجة في الإنتاج